# Velvet Touch
「Velvet Touch」（ヴェルヴェット・タッチ）は、Dragon Ashの19枚目のシングル。2008年6月18日発売。発売元はMOB SQUAD。

## 解説
- 「夢で逢えたら」以来、1年半ぶりの新曲。TBS系列「EURO2008」のテーマソング。
- 「Velvet Touch」とはサッカープレイヤーが内に秘めた鋼鉄の闘志を表現する精密なボールタッチを指す。
- C/W曲の「La Bamba」は京セラ製の携帯電話「W64SA」のCMソング。
- 初回限定盤はCD EXTRA仕様。「Velvet Touch」MV視聴可能。[1]

## 収録曲
作詞：Kj　作曲・編曲：Dragon Ash（特記以外）
1. Velvet Touch
2. La Bamba
  - 作曲：メキシコ民謡

## 収録アルバム
1. 『FREEDOM』（2009年3月4日）
2. 『FREEDOM』（2009年3月4日）